# Двенадцать апостолов (линейный корабль, 1841)
«Двенадцать апостолов» — парусный линейный корабль I ранга Черноморского флота Российской империи, находившийся в составе флота с 1841 по 1855 год, головной из серии кораблей одноимённого типа, участник Крымской войны. Во время несения службы по большей части участвовал в практических плаваниях в Чёрном море и перевозке войск, а во время обороны Севастополя был затоплен на рейде с целью заграждения входа неприятельских судов на рейд.
Корабль изображён на восьми полотнах И. К. Айвазовского, в том числе на картине «Корабль „Двенадцать апостолов“» 1897 года.

## Описание корабля

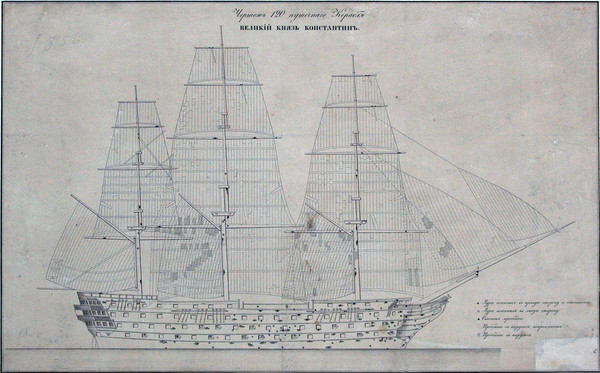
Чертеж боевых повреждений однотипного линейного корабля «Великий князь Константин» из фондов ЦВММ

Один из трёх парусных 120-пушечных трёхдечных линейных кораблей одноимённого типа, строившихся в Николаеве с 1838 по 1852 год, головной корабль серии. Корабли этого типа были наиболее совершенными парусными кораблями Российского флота того времени. Они не имели равных среди парусных кораблей по боевым качествам, при этом обладали красотой форм и изяществом. Полное водоизмещение корабля составляло 4789,98—4790 тонн, порожнее — 2848,40 тонн, длина между перпендикулярами — 64,36—63,6 метра, длина по гондеку — 63,63—64,6 метра, ширина без обшивки 17,63 метра, с обшивкой — 18,14 метра, глубина интрюма — 8,38 метра, а осадка — 7,7 метра. Экипаж корабля состоял из 1000 человек. 
Вооружение корабля по сведениям из различных источников составляли от 120 до 130 орудий, по одним данным они включали двадцать восемь 68-фунтовых бомбических орудий на гондеке, семьдесят две 36-фунтовых чугунных пушки на мидельдеке и опердеке и двадцать четыре 24-фунтовых карронады на баке и шканцах, по другим данным двадцать восемь 68-фунтовых бомбических орудий, четыре 36-фунтовые длинные пушки, тридцать четыре 36-фунтовые короткие пушки, тридцать четыре 36-фунтовых и двадцать четыре 24-фунтовых пушко-карронады, одна 24-фунтовая, две 12-фунтовые и две 8-фунтовые карронады, четыре пудовых и два 10-фунтовых чугунных десантных «единорога», а также четыре 3-фунтовых фальконета. Самыми мощными из установленных на корабль орудий были появившиеся 1830–х годах 68–фунтовые бомбические пушки. Эти орудия могли стрелять как обычными сплошными ядрами, так и разрывными снарядами — бомбами. Отлиты они были на Олонецком Александровском заводе в 1839–1841 годах по образцу купленных для пароходов Кавказского корпуса «Колхида» и «Язон» английских орудий. При наличии обученных артиллерийских расчётов орудия могли вести огонь со скоростью 2 выстрела в минуту.

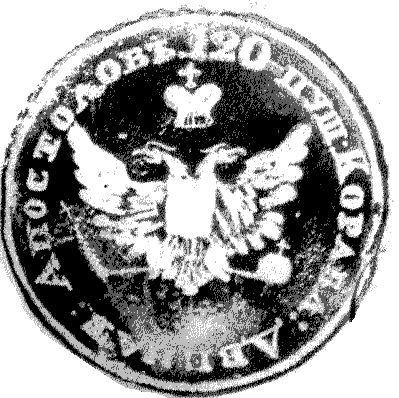
Оттиск печати линейного корабля «Двенадцать апостолов»

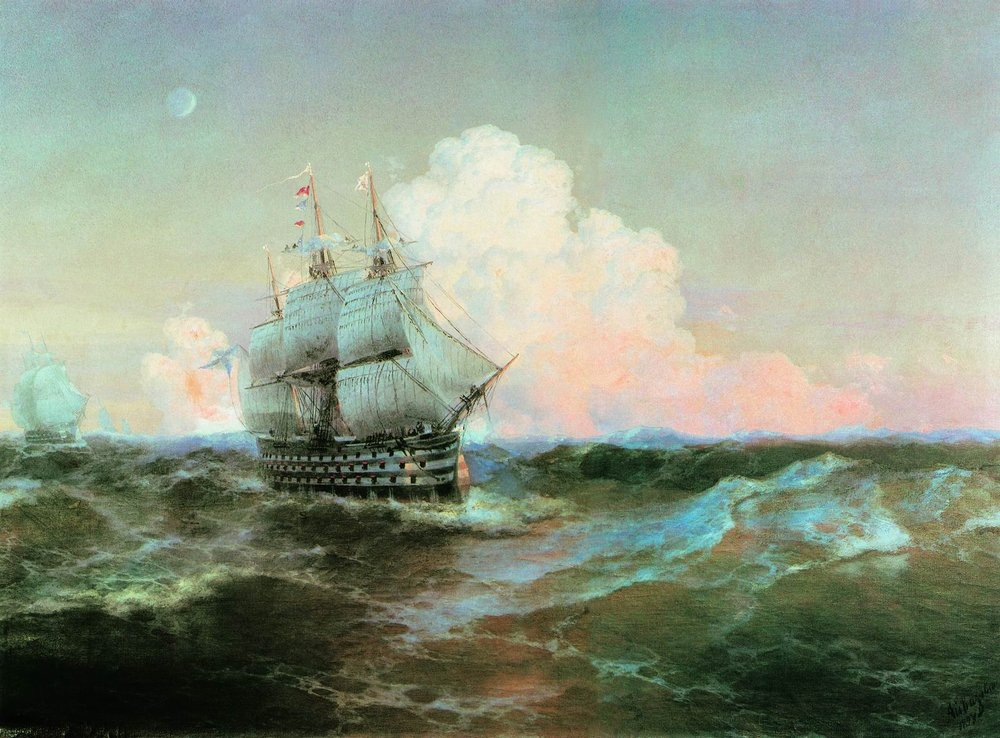
И. К. Айвазовский «Корабль „Двенадцать апостолов“»

Киль корабля состоял из двух рядов дубовых деревьев, верхние из которых связывались горизонтальными замками в накладку, а нижние — вертикальными замками на шипах и скреплялись деревянными коксами, пропитанными конопляным маслом. Подобная конструкция была предложена в 1833 году Оливером Лангом. Для получения максимальной прочности в соединениях килевых замков была заложена просмоленная бумага, а в гнезда была залита жидкая горячая смола. В длину киль состоял из 11—12 дубовых брусьев, что составляло 59,06 метра, ширина менялась от 0,53 метра в мидель-шпангоуте до 0,46 метра в носу и 0,41 метра в корме. Высота киля — соответственно от 0,64, 0,81 и 0,97 метра. При верхней кромке киля на боковых гранях для последующего впускания обшивки выбирался шпунт, который имел форму равностороннего треугольника в сечении. Каждая сторона треугольника была равна по толщине обшивочной доске. Под килем находился фальшкиль, равный килю по ширине и высотой в 0,152 метра. Он также был составным и стыки его компонентов располагались между замками нижнего ряда киля. Крепление фальшкиля с главным килем было намеренно выполнено слабо, для того чтобы при сильном ударе о грунт он отрывался, защищая тем самым первый от повреждений. Помимо этого фальшкиль способствовал уменьшению дрейфа корабля.
Впервые в российском кораблестроении на «Двенадцати апостолах» была применена система крепления трюма У. Саймондса, позволявшая снизить массу и увеличить прочность корабля. Так деревянные ридерсы и раскосины были заменены железными, составлявшими основную часть диагонального набора. В отличие от более ранних кораблей, имевших традиционную четырёхугольную корму, корабли этого типа имели эллиптическую корму с двумя навесными балконами. Часть корпуса ниже грузовой ватерлинии была обшита 5300 медными листами размером 1020 × 356 миллиметра и толщиной 1,6 миллиметра.
Корма корабля была украшена резными гирляндами из завитков и листьев аканта, на боковых галереях размещались резные фигурки дельфинов, волюты, балясины и пучки акантовых листьев на нижних раковинах. Геральдические двуглавые орлы с позолоченными когтями, клювами и коронами размещались на носу и корме. Вместе с тем его внутреннее убранство было настолько роскошным, что некоторые офицеры сравнивали его с отделкой императорских яхт. В салоне был устроен мраморный камин, в галереях висели турецкие ковры, адмиральская и капитанская каюты украшены красным деревом, во всех офицерских каютах для очистки воздуха применялись вентиляторы.
Корабль назван в честь библейских двенадцати апостолов и был последним из трёх парусных линейных кораблей российского флота, носивших это имя. До этого одноимённые корабли строились в 1788 году для Балтийского флота и в 1811 году для Черноморского.

## История службы
26 сентября (8 октября) 1835 года императором Николаем I был утверждён состав судов Черноморского флота, включавший в себя три линейных корабля I ранга типа «Двенадцать апостолов». Первый линейный корабль этого класса был заложен на стапеле Николаевского адмиралтейства 4 (16) октября 1838 года, 28 октября (9 ноября) он получил имя «Двенадцать апостолов», а после спуска на воду 15 (27) июня 1841 года вошёл в состав Черноморского флота России. Строительство вёл кораблестроитель капитан Корпуса корабельных инженеров С. И. Чернявский, по чертежам начальника Николаевского корпуса корабельных инженеров полковника И. Д. Воробьёва, составленным в 1837 году. Проектирование и строительство шло под контролем главного командира Черноморского флота М. П. Лазарева, который способствовал введению в русском судостроении ряда новшеств, перенятых у британских специалистов. Все работы по строительству «Двенадцати апостолов» по его личному распоряжению выполнялись с наиболее высоким приоритетом, также у кораблестроителей были преимущества при подборе строительных материалов. Основные нововведения при строительстве касались заготовки леса и использования закрытых эллингов, которые позволили существенно увеличить срок службы корабля.

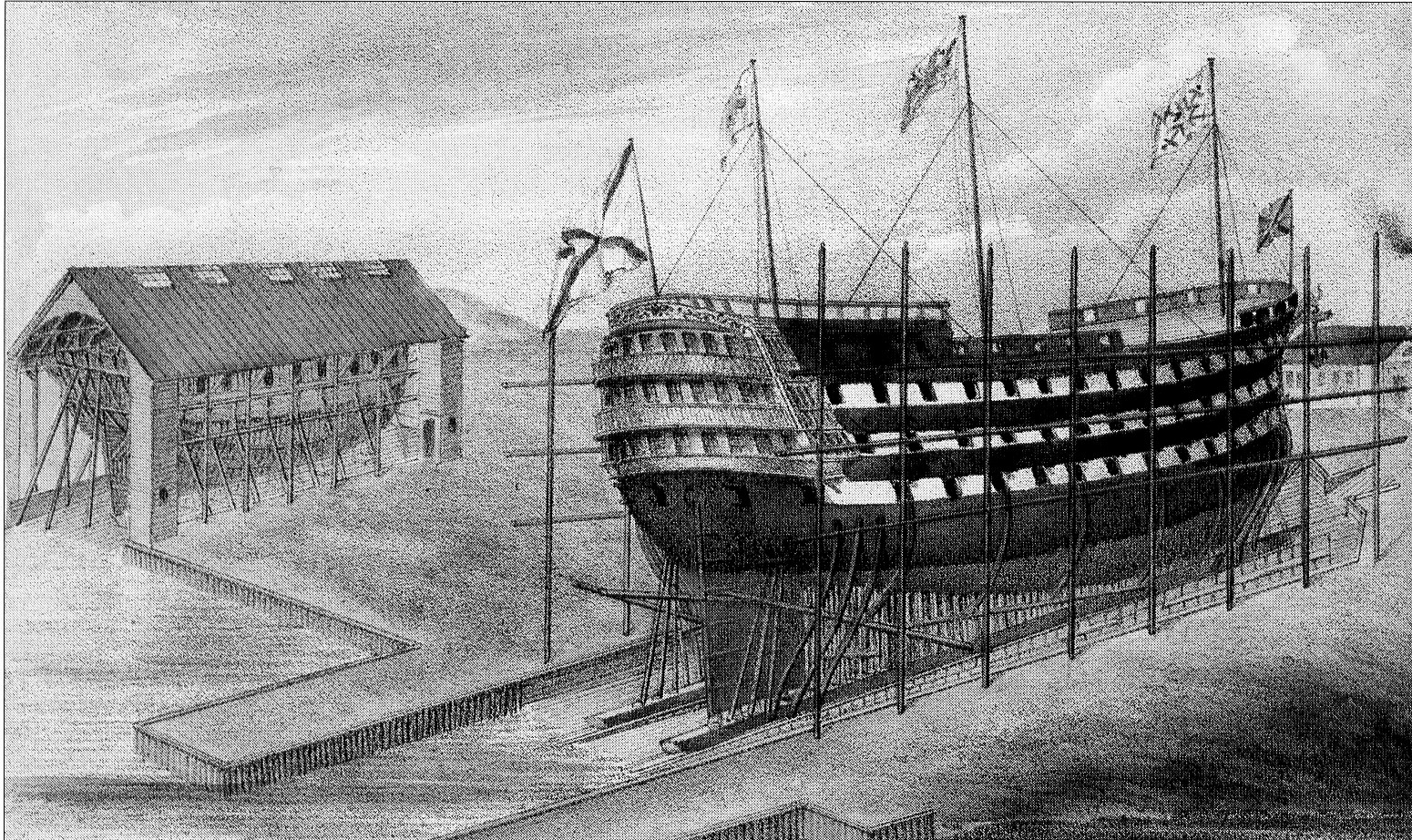
Литография В. А. Прохорова «„Двенадцать Апостолов“ на стапеле»

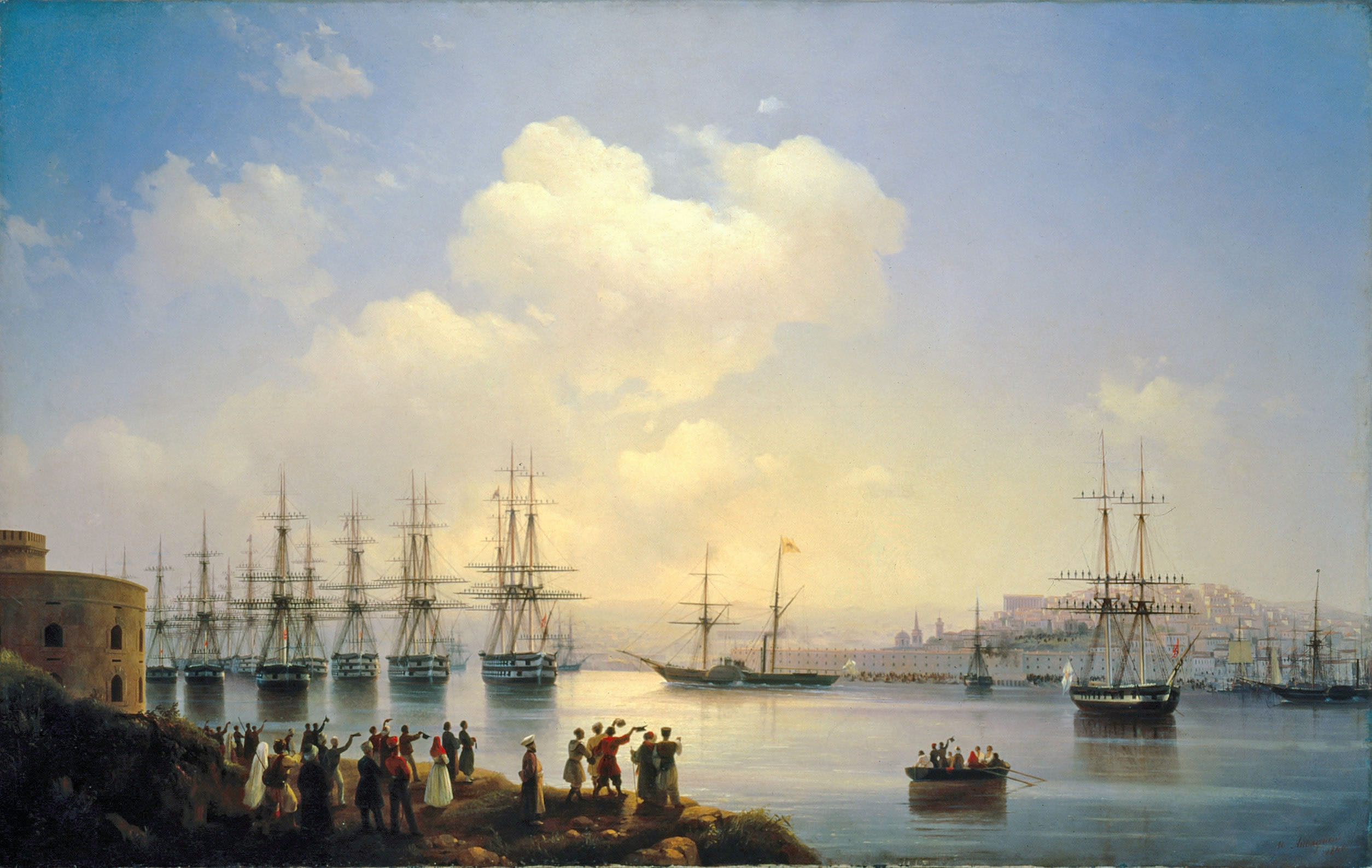
И. К. Айвазовский «Русская эскадра на Севастопольском рейде», 1846 год

В мае 1842 года корабль совершил переход из Николаева в Севастополь. В кампании 1842 и 1843 годов в составе эскадр кораблей Черноморского флота принимал участие в практических плаваниях в Чёрном море, в 1843 году с июня по август находился в составе эскадры, на кораблях которой из Севастополя в Одессу, а затем обратно перевозились войска 13-й дивизии. С 1844 по 1847 год и с 1849 по 1852 год вновь выходил как в самостоятельные практические и крейсерские плавания, так и плавания в составе эскадр в Чёрное море. В 1845 году также принимал участие в смотре Черноморского флота Николаем I, проводившемся один раз в 7 лет. Почти все лето кампании этого года на борту «Двенадцати апостолов» провел великий князь Константин Николаевич, летом 1850 года он посетил корабль вторично. В кампанию 1846 года во главе отряда из пяти кораблей под общим командованием В. А. Корнилова также совершил переход из Севастополя в Феодосию на празднование десятилетней деятельности известного мариниста И. К. Айвазовского для его чествования. В кампанию 1852 года на корабле держал свой флаг только что назначенный командиром 5-й флотской дивизии П. С. Нахимов.

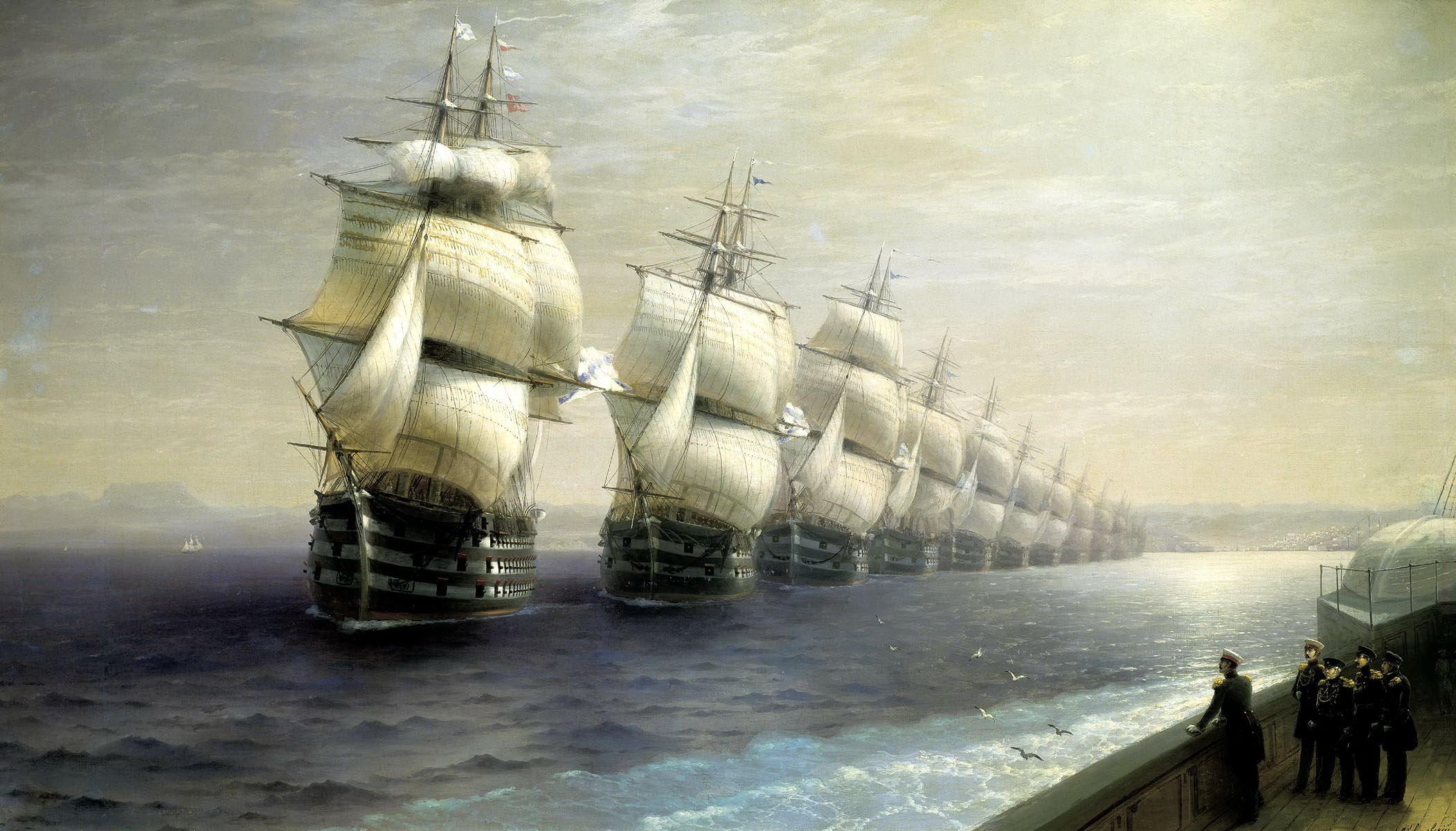
И. К. Айвазовский «Смотр Черноморского флота в 1849 году» («Двенадцать апостолов», «Ростислав», «Святослав», «Ягудиил»)

В кампанию следующего 1853 года с мая по август также принимал участие в практическом плавании, в том числе 29 июня (11 июля) принимал участие в учебном сражении, 10 (22) августа — в гонках кораблей, а во время учебной атаки флота на Севастопольский рейд 12 (24) августа находился на стороне атакующих. В кампанию того же года с 17 (29) сентября по 2 (14) октября в составе эскадры вице-адмирала П. С. Нахимова принимал участие в перевозке войск из Севастополя в Сухум-Кале, так на корабле было перевезено 1466 солдат и офицеров Белостокского пехотного полка 13-й дивизии.

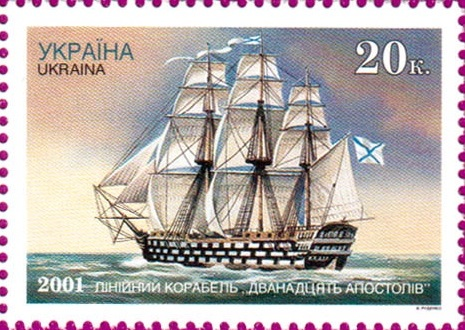
Линейный корабль «Двенадцать апостолов» на украинской почтовой марке 2001 года

Принимал участие в Крымской войне, 29 октября (10 ноября) 1853 года в составе эскадры под командованием вице-адмирала В. А. Корнилова принимал участие в поисках турецкого флота сначала у румелийского, а затем у анатолийского берегов. Найти неприятельские суда не удалось, и эскадра, после передачи части кораблей 6 (18) ноября в состав эскадры П. С. Нахимова, 11 (23) ноября вернулась в Севастополь. Из-за открывшейся течи кораблю не удалось выйти из Севастополя на помощь эскадре П. С. Нахимова к Синопу, и он встал на ремонт. По завершении ремонта корабль вошёл в состав эскадры, защищавшей севастопольский рейд. После начала блокады Севастополя превосходящей по силам англо-французской эскадрой, с «Двенадцати апостолов» была снята часть орудий, в основном бомбических, для усиления береговой артиллерии. Из снятых орудий в январе 1854 года экипажем корабля была построена береговая батарея, которая получила название «Двенадцатиапостольской». На корабле в это время держал свой флаг П. С. Нахимов и 4 (15) апреля корабль был поставлен по диспозиции поперёк рейда у балки Голландия. К декабрю того же года с корабля почти все орудия были преданы на береговые батареи, а на его борту оставалось только 80 матросов. 18 (30) декабря года по указанию П. С. Нахимова на корабле устроен временный госпиталь.
6 (18) февраля 1855 года П. С. Нахимовым был отдан приказ на затопление корабля и в ночь с 13 (25) на 14 (26) февраля госпитальный корабль «Двенадцать апостолов» был затоплен на рейде между Николаевской и Михайловской батареями на глубине 17,4 метров. После затопления «Двенадцати апостолов», «Святослава» и «Ростислава» в Севастополе остался отряд из шести боеспособных линейных кораблей Черноморского флота, включавший корабли «Чесма», «Великий князь Константин», «Императрица Мария», «Храбрый» «Париж» и «Ягудиил».
Во время затопления корабль из-за своих больших размеров глубоко погрузился в ил, в связи с чем при расчистке Севастопольской бухты осенью 1861 года после неудачной попытки подъёма корабля его корпус был взорван. С корабля были подняты штурвал из красного дерева в медной оправе, якорь и небольшая пробитая цистерна. Предположительные координаты места затопления 44°37.333′N 33°31.650′E.

## Командиры корабля
Командирами линейного корабля «Двенадцать апостолов» в разное время служили:
- капитан 2-го ранга, а с 6 (18) декабря 1840 года капитан 1-го ранга В. А. Корнилов (1839—1846 годы)[20];
- капитан-лейтенант В. А. Ергомышев (1847—1848 годы)[6][21];
- капитан 1-го ранга А. И. Панфилов (с 1849 по 8 (20) сентября 1853 года)[22];
- капитан 2-го ранга, а с 6 (18) декабря 1854 года капитан 1-го ранга А. Х. Винк (с 8 (20) сентября 1853 года по 1855 год)[23].